# Maler und Lackierer

Zunftwappen der Maler und Lackierer

Als Maler, Anstreicher oder Lackierer werden im Handwerk Facharbeiter bezeichnet, die Anstriche aller Art sowie sämtliche sichtbaren und nicht sichtbaren Vor- und Schlussbeschichtungen an Wänden und Decken im Innen- und Außenbereich herstellen. Ebenso werden Flächen wie z. B. Türen und Fenster vorgestrichen und lackiert.
Diese Facharbeiter beschichten auch Flächen, um diesen einen Schutz zu verleihen, z. B. vor Korrosion.
In der Seefahrt wird die Tätigkeit pönen genannt.
Im Rahmen der Ausbildung von Malern und Lackierern wird auch für ein Berufsleben als Tapezierer vorbereitet.

## Berufsbezeichnung

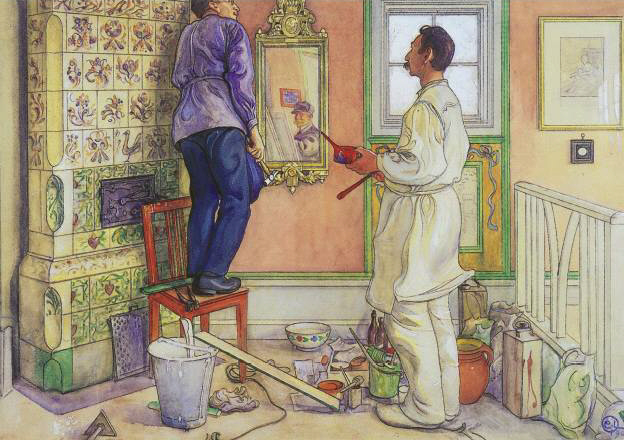
Carl Larsson: Meine Freunde, der Schreiner und der Maler, 1909

Das Wort Maler ist eine Täterbezeichnung zu dem Tätigkeitswort malen. Das Wort taucht in seiner frühesten Form bereits Ende des 8. bzw. Anfang des 9. Jahrhunderts im Althochdeutschen als mâlâri auf und steht dort für einen 'Maler, Zeichner' sowie einen 'Hersteller, zugleich auch Händler von Farben (u. möglicherweise Salben)'.
Früher wurde der Maler auch als Tüncher bezeichnet. Dieser Begriff entstand, weil sich früher verschiedene Handwerksbereiche überschnitten. Mitte des 19. Jahrhunderts nannte man eine dünne Schicht aus Feinputz (Gipsputz, Kalkputz), die auf Wände und Decken aufgetragen wurde, Tünch (Tünche). Diese Arbeit führten die Tüncher aus.
Manchmal wurde der Maler auch Weißbinder genannt, obwohl dieser Name eigentlich für den Stuckateur oder Gipser gedacht war. Das lag daran, dass der Maler früher die 
weißen Farbpigmente, wie zum Beispiel Kalk, mit Bindemitteln (etwa Kaliwasserglas) zu einer Anstrichfarbe mischte. Außerdem sorgte er mit seinen Vorarbeiten dafür, dass der aufgetragene, mit Wasser verdünnte Kalk (eine Mischung aus Calciumhydroxid und Wasser) durch das Kohlendioxid aus der Luft zu einer haltbaren, weißen Kalksteinschicht wurde. Diese dünne Schicht aus Calciumcarbonat bildete dann den weißen Anstrich.
Offizielle Bezeichnungen heute:
- Die offizielle Berufsbezeichnung in Deutschland ist Maler und Lackierer. Der frühere Maler und Lackierer – Schwerpunkt Fahrzeuglackierer ist seit der Ausbildungsordnung von 2003 der eigenständige dreijährige Ausbildungsberuf Fahrzeuglackierer.
- In Österreich umfasst das Berufsfeld zwei amtliche Lehrberufe, Maler und Anstreicher und Lackierer.
- In der Schweiz und Liechtenstein ist die offizielle Berufsbezeichnung Maler/-in.
- Maler/in und Lackierer/in ist in Südtirol die Bezeichnung.

## Berufsbild

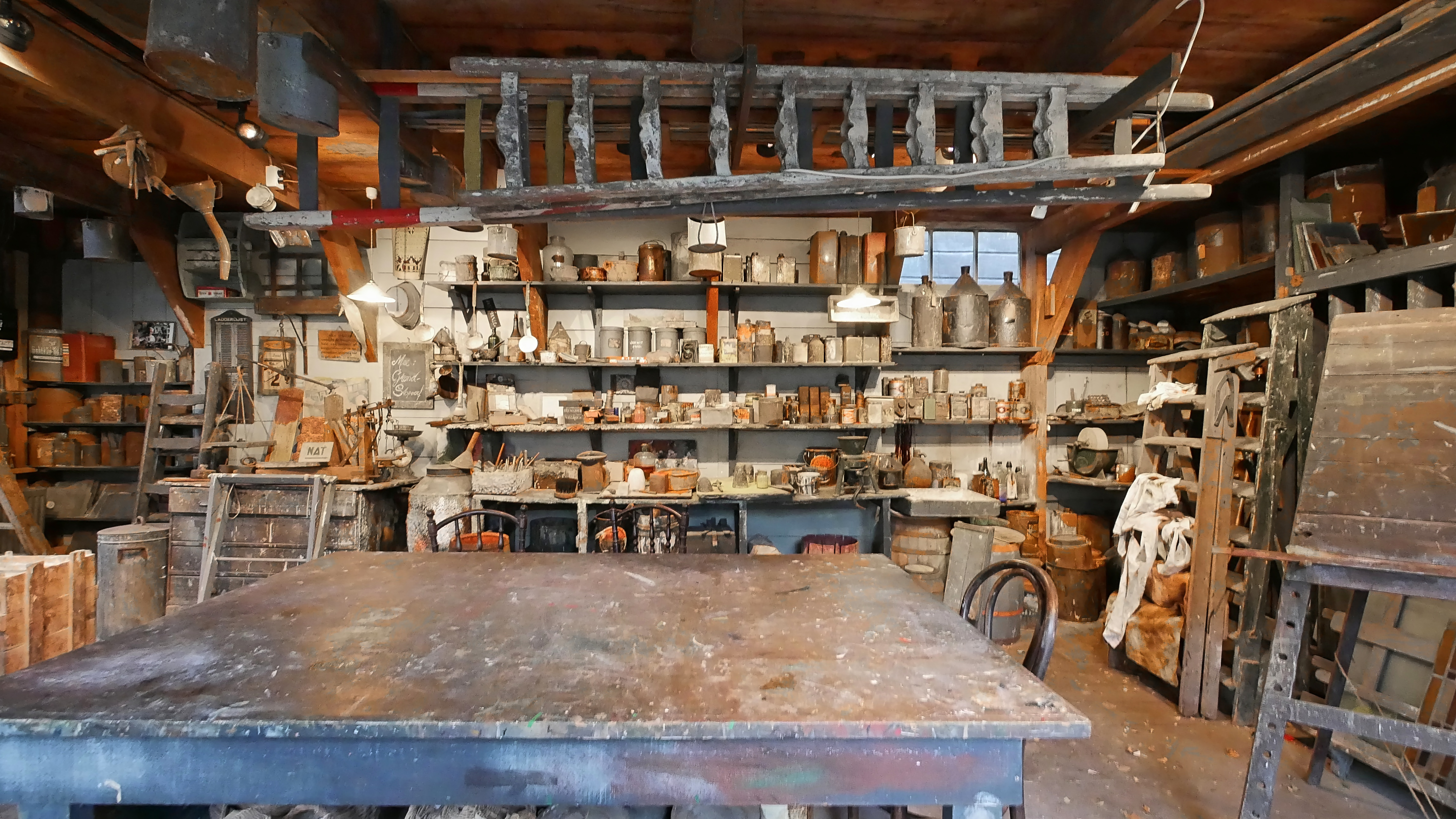
Malerwerkstatt im Zuiderzeemuseum

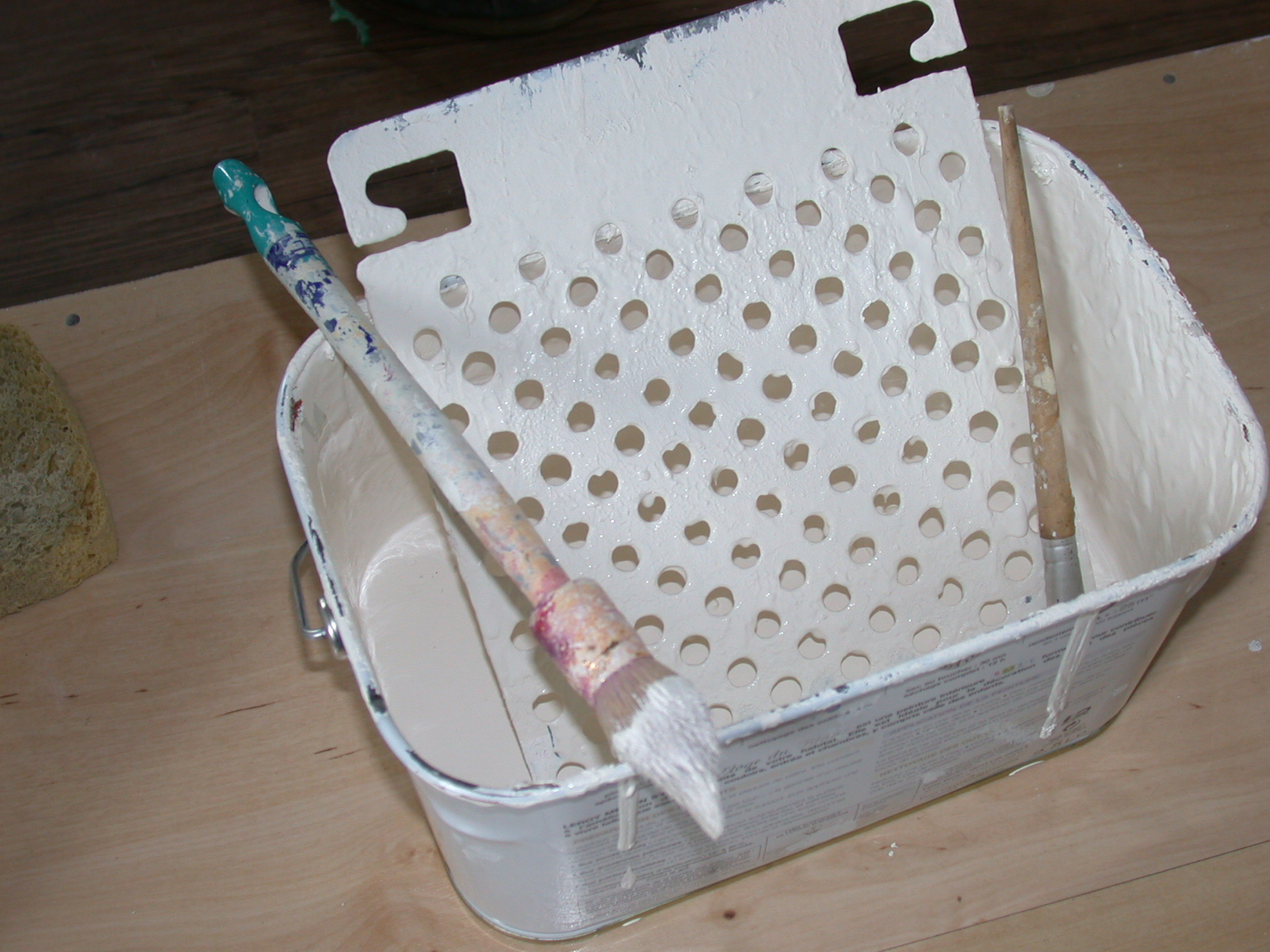
Farbeimer mit Abstreichgitter und Pinsel

Das Arbeitsfeld des gewerblichen Malers umfasst zwei Tätigkeitsbereiche:
- Das Beschichten, die Oberflächenbehandlung einschließlich der Vorbehandlung der Oberflächen und des Aufbringens von Belägen (Tapezieren, Wand-, Decken- und Bodenbeläge, Folienbeschichtungen usw.)
- Das Bemalen (Anstrich, Fassung), das Aufbringen von Grundier-, Farb- und Lackschichten als Schutz und Verschönerung.

Der Tätigkeitsbereich bezieht sich auf Putz, Stein-, Holz-, Beton-, Metall- und Kunststoffflächen, und erstreckt sich vom Anstrichwesen im Baugewerbe (Wand, Decke, Böden, Fenster, Türen und Möbel) über Lackierungen von Bauteilen, Geräten und Maschinen (Schutz vor Feuchtigkeit, Hitze, Rost, Schlag) bis zur Farbgestaltung beliebiger Produkte, sowie dem Umgang mit Farbmitteln und Hilfsmitteln aller Art.
Zu ihren wichtigsten Arbeitstechniken gehören das Grundieren, Tapezieren, Spachteln (Ausgleichen, Glätten), Schleifen, Streichen, Spritzen, Tauchen und Fluten, die Arbeitsmittel umfassen Pinsel, Farbwalzen und Spachtel, Spritzaggregate, -geräten und -pistolen, Farben und Lacke, chemische Lösungsmittel und anderes.
Die Arbeit findet sowohl vor Ort im Außen- wie im Innenbereich statt, wie auch in Werkstätten und Werkhallen, heute zunehmend Spritzkabinen und an Lackierstraßen, auch auf Leitern oder Gerüsten (Fassaden, Großobjekte). Auch das Aufstellen von Gerüsten (Schutzgerüste oder normale Arbeitsgerüste) kann firmenbedingt auch zum Malerhandwerk gehören. Die gewerbliche Malerei und Lackerei erstreckt sich vom Kleinbetrieb bis zur industriellen Fertigung. Daneben spielen in vielen Arbeitsstellen auch der Kontakt mit dem Endkunden, Beratung über Produkte, Gestaltung und Ausführung und der Verkauf eine Rolle.
Einige Bereiche dieses Handwerks werden auch von anderen Berufsgruppen ausgeführt:
- Raumausstatter/Dekorateur (Teppichböden und Tapeten)
- Stuckateur oder Gipser (Malgründe, Fassungen)
- Bühnenmaler (Spezialberuf der Veranstaltungsberufe)
- Dekorationsmaler (Wandmaler, Lüftlmaler)
- Denkmalschutz (Altbausanierung, Fassadenrenovierung), Restaurator für Wandmalerei
- Straßenerhaltungsfachberuf (Fahrbahnmarkierung)
- Farbmittelchemiker, Laborant der Farbherstellung
- Glaser (Reparaturverglasung)
- Bodenleger

In Österreich gelten Frauen entgegen Männern als Schwerarbeiter im Sinne der Schwerarbeitsverordnung und der dazu ergangenen Berufsliste. Dienstgeber haben das Vorliegen von Schwerarbeit bei Frauen ab dem vollendeten 35. Lebensjahr (Männer ab dem 40. Lebensjahr) selbstständig der Krankenversicherung zu melden (§ 5 Schwerarbeitsverordnung).

## Ausbildung

### Deutschland: Maler und Lackierer
Das Berufsbild Maler und Lackierer ist in fünf Fachrichtungen unterteilt:
- Gestaltung und Instandhaltung
- Energieeffizienz- und Gestaltungstechnik
- Kirchenmalerei und Denkmalpflege
- Bauten- und Korrosionsschutz
- Ausbautechnik und Oberflächengestaltung

Die fünf Fachrichtungen haben nach der Ausbildungsordnung zwei Jahre lang die gleichen Ausbildungsinhalte. Eine Differenzierung findet spätestens im 3. Ausbildungsjahr statt.
Außerdem gibt es noch den zweijährigen Ausbildungsberuf Bauten- und Objektbeschichter. Die Anstreicherbetriebe in Deutschland bieten jedoch seit August 2021 keine Ausbildungsverträge zum Bauten- und Objektbeschichter mehr an. Die Ausbildungsordnung für diesen zweijährigen Beruf wurde aufgehoben. Wer sich für das Handwerk interessiert, muss seitdem die dreijährige Ausbildung zum Maler und Lackierer absolvieren und sich in jedem Fall für eine der fünf Fachrichtungen spezialisieren.
Existenzgründer und Selbständige benötigen nach der deutschen Handwerksordnung einen Meisterbrief. Früher waren mindestens drei, maximal fünf Jahre Praxiserfahrung als Geselle erforderlich, um sich zur Meisterprüfung für das Maler- und Lackiererhandwerk anzumelden. Heute ist es nach neuer Prüfungsordnung im Maler- und Lackiererhandwerk möglich, die Meisterprüfung direkt nach Abschluss der Gesellenprüfung abzulegen. Es ist aber damit zu rechnen, dass die meisten Gesellen direkt nach Erwerb des Gesellenbriefs einen Meisterlehrgang noch nicht finanzieren können. Eine Finanzierungsmöglichkeit ist jedoch das Meister-BAföG. Dabei sind die Kosten bei den meist staatlichen Schulen moderat. Teurer ist die einzige private Schule, die auch die älteste deutsche Schule ist, die Jahr für Jahr sehr hohe Absolventenzahlen vorlegt.
Der Besuch einer vorbereitenden Schule ist keine Pflicht, wird aber empfohlen, da die Prüfung die vier Bereiche Ausbildereignung Berufspädagogik, Betriebswirtschaft (Fachkaufmann), Fachpraxis und Fachtheorie umfasst. Lediglich die beiden letzteren werden auch während der Ausbildung zum Gesellen, meist jedoch nicht in der für die Meisterprüfung benötigten Tiefe unterrichtet.
Regional werden Maler und Lackierer auch mit der Zusatzprüfung Putz als Maler und Lackierer mit Fachrichtung Verputzer ausgebildet.
Eine weitere Möglichkeit der Weiterbildung ist der Gestalter im Handwerk, dazu gibt es bundesweit Werkakademien und Gestaltungsschulen.
Berufsvertretung ist der Bundesinnungsverband des deutschen Maler und Lackiererhandwerks, der Bundesverband Farbe Gestaltung Bautenschutz.
Die tarifliche Sozialkasse für die Branche ist die Malerkasse.

### Österreich: Maler und Beschichtungstechniker, Lackierer
In Österreich umfassen beide Lehrberufe Maler und Beschichtungstechniker bzw. Lackierer drei Lehrjahre. Der Lehrberuf „Lackierer“ wurde mit 1. Juli 2013 in den ebenfalls dreijährigen Lehrberuf „Lackiertechnik“ umgewandelt.
Lehrlinge werden im dualen System in Berufsschulen und Lehrbetrieben ausgebildet. Mit einer erfolgreich abgeschlossenen Lehre und vier weiteren Prüfungen ist eine Berufsmatura (Berufsreifeprüfung) möglich, wie auch die Meisterprüfung.
Früher war die Bezeichnung Maler, Lackierer und Schilderhersteller üblich. Schilderhersteller ist als Lehrberuf heute ausgegliedert. Der in Deutschland zum Berufsbild zählende Tapezierer (im Bauwesen) ist Teil des Lehrberufs Tapezierer und Dekorateur. Die in der Schweiz übliche Weiterbildung zum Autolackierer – in Deutschland Fahrzeuglackierer – ist Teil des Lehrberufs Karosseriebautechniker. Für diese Berufe, wie auch beim Straßenerhaltungsfachmann werden Lehrjahre bei Umstieg angerechnet. Kunstmalerei und restauratorische Aspekte (Restaurator) zählen nicht zum Berufsbild.
Berufsschulen für den Lehrberuf Maler und Beschichtungstechniker findet man in jedem Bundesland, für Lackierer in Oberösterreich, Salzburg, Steiermark, Vorarlberg, Wien. Außerdem gibt es die Fachschule für Malerei und Gestaltung HTL Baden Malerschule Leesdorf und die Fachschule für Kunsthandwerk HTL Innsbruck Bau und Kunst, Ausbildungszweig Angewandte Malerei. Meisterschulen gibt es in Baden, und an der HTBLuVA Graz Ortweinschule.
2021 gab es 1.599 Lehrlinge im Lehrberuf Maler und Tapezierer. 2008 waren es 2.614 Lehrlinge im Lehrberuf Maler und Anstreicher, und 281 im Lehrberuf Lackierer.
Standesvertretung ist die Bundesinnung der Maler und Tapezierer (Bundesinnung Maler: für Maler und Anstreicher; Lackierer; Vergolder und Staffierer; Schilderherstellung sowie Bodenmarkierer als verbundenes Handwerk).

### Schweiz: Maler/in
Die Ausbildung zum Maler/in (Berufliche Grundbildung/Grundberuf) erfolgt an drei Lernorten (triales System):
- Lehrbetrieb: Hier werden die praktischen Fertigkeiten des Malerberufs gelehrt (private Unternehmen oder auch Lehrwerkstätten).
- Überbetrieblicher Kurs (früher Einführungskurse genannt): Unterstützung der praktischen Kenntnisse und Fertigkeiten in Ergänzung zum Lehrbetrieb. Anhand eines Modelllehrganges in einem Kurszentrum.
- Berufsfachschule: Vermittlung der entsprechenden theoretischen Grundlagen zur Berufsausbildung. Ergänzend dazu Hinweise und Lösungen von Alltagsproblemen und persönliche Weiterbildung im allgemeinbildenden Unterricht.

Die dreijährige Ausbildung wird mit der Lehrabschlussprüfung abgeschlossen. Diese Prüfung soll Auskunft darüber geben, ob die Kenntnisse der drei Ausbildungsorte, Lehrbetrieb, Überbetriebliche Kurse und Berufsfachschule so verarbeitet wurden, dass das Fähigkeitszeugnis als gelernter Maler erteilt werden kann.
Weiterbildung:
Nach zwei, respektive vier Jahren Berufspraxis und der dementsprechenden Kenntnisse, welche freiwillig in Weiterbildungsschulen erworben werden, können die Prüfungen zum Vorarbeiter SMGV (Schweizerischer Maler- und Gipserunternehmer Verband) oder Eidgenössisch diplomierten Malermeister abgelegt werden. Von jeder Stufe des Malerberufes aus können verwandte Berufe durch eine verkürzte Zusatzlehre erlernt und abgeschlossen werden.
- Verwandte Berufe:
  - Carrossier/in Lackiererei EFZ (Grundbildung, Autolackierer)
  - Industrielackierer/in EFZ (Grundbildung)
  - Gipser/in (Grundbildung)
  - Schrift- und Reklamegestalter/in (Grundbildung)
  - Vergolder/in (Grundbildung)
  - Theatermaler/in (Grundbildung)
  - Dekorationsgestalter/in (Grundbildung)
- Spezialgebiete und Weiterbildungsberufe
  - Tapezierer/in SMGV / FRMPP
  - Tapezierer/in beim Theater
  - Farbdesigner/in (BP)
  - Farbtonmischer/in
  - Hüttenmeister/in (Gebäude-Restauration)
  - Gemälderestaurator/in (Hochschulberuf)
  - Vorführmeister/in (Farbmittelberatung)
  - Fachberater/in (Detailhandel)

Berufsverband ist der Schweizerische Maler- und Gipserunternehmer-Verband.

### Südtirol: Maler/in und Lackierer/in
Maler/in und Lackierer/in (ital. Pittore e verniciatore/Pittrice e verniciatrice) ist in Südtirol Lehrausbildung, die in maximal 54 Monaten abgeschlossen ist und mit der Lehrabschlussprüfung (Gesellenzeugnis) an der Berufsschule endet. Die Schule für den Beruf ist die Landesberufsschule Schlanders.
Weiterbildung besteht im Besuch von Fachkursen z. B. für Schriftenmalen, Dekormalerei, Restaurieren, Design, sowie Besuch einer Meisterschule – Schulen hierfür sind die Scuola Professionale Provinciale per l'Artigianato e l'Industria „Luigi Einaudi“ in Bozen – oder Ablegung der Handwerksmeisterprüfung. Spezialisierungen bestehen als Baumaler, Autolackierer, Industrielackierer, Bühnenmaler und Dekorationsmaler.
Standesvertretung ist die Berufsgemeinschaft der Maler und Lackierer im Landesverband der Handwerker.